# 지브롤터 풋볼 리그

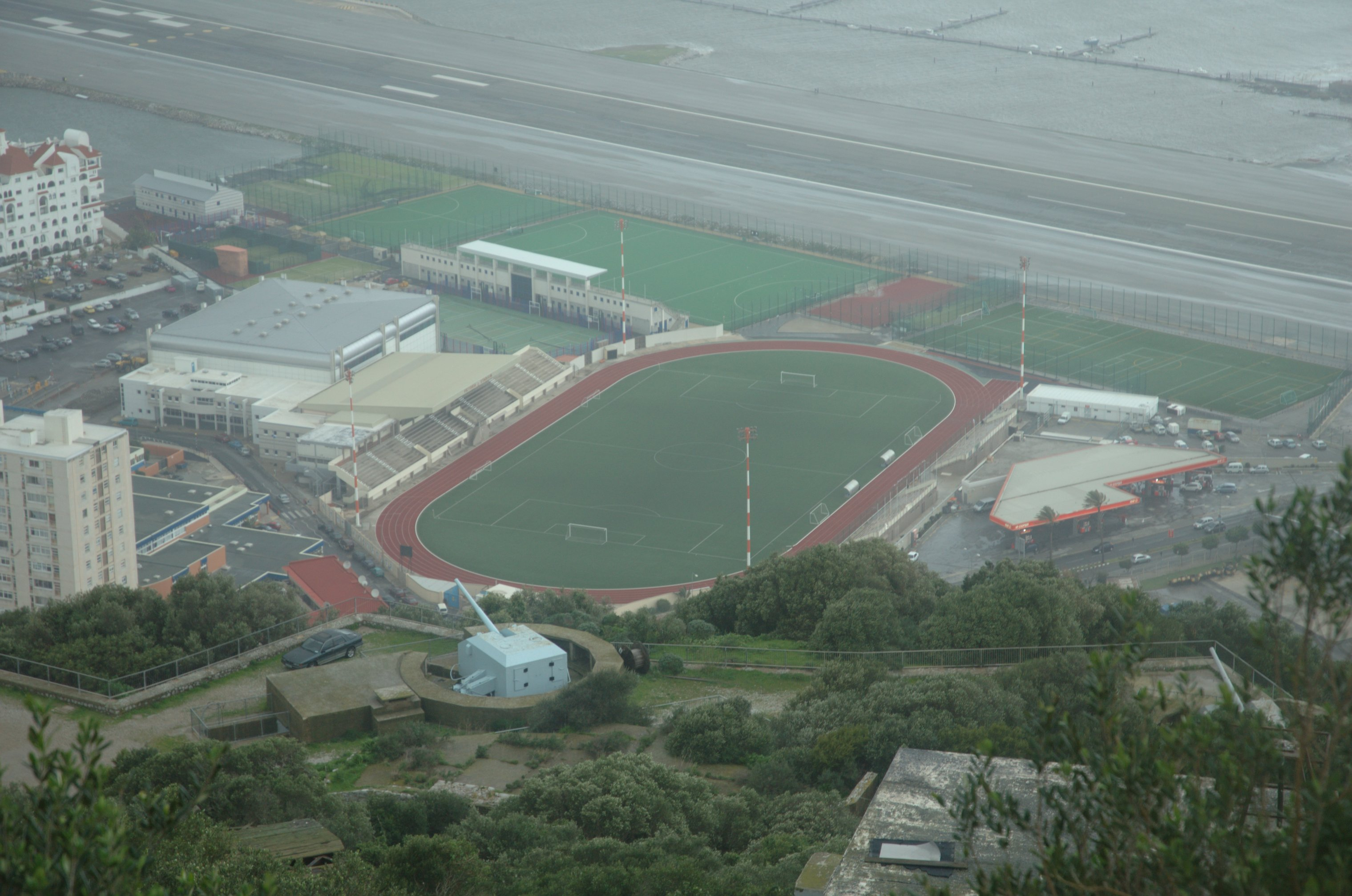

지브롤터 풋볼 리그 (Gibraltar Football League)는 2019년에 지브롤터 축구협회가 설립한 지브롤터의 단일 축구리그이다. 지브롤터 내셔널리그 (Gibraltar National League)로 설립되어 2022년 7월부터 현재의 이름을 사용하고 있다.

## 역사
지브롤터 축구협회가 지브롤터 축구 리그의 단일화를 계획하고 있다는 발표로 2018-19 시즌부터 새 리그가 시작될 것이라는 루머가 나왔지만 결국 2019년 8월 1일에 지브롤터 축구협회와 지브롤터 리그협회는 현재의 남자 성인 리그를 통합한다는 개편안을 공식적으로 발표하였다.
이러한 개편안으로 1905년에 설립된 프리미어디비전과 1909년에 설립된 세컨드디비전이 통합되면서 지브롤터 내셔널리그라는 이름의 단일 리그가 설립하게 된다.
2019년 8월 1일에 지브롤터 축구협회가 발표한 리그 개편안에는 지브롤터의 16개팀으로 리그를 운영하겠다는 내용이 담겨 있었다. 하지만 8월 9일, 지브롤터 피닉스가 구단의 재정난으로 참가를 취소했고, 지브롤터 유나이티드는 8월 12일까지 부채 미 상환시 리그 퇴출이 예정되어 있었다. 결국 지브롤터 축구협회는 8월 12일에 두 구단의 참가 취소를 확정했다. 당일에는 레오 FC에 대한 킹스린 타운의 구단주, 스테판 클리브의 인수를 지브롤터 축구 협회의 청렴성 기구에서 거부하면서 이에 구단은 리그 참가를 취소하게 된다. 8월 22일에는 올림피크 13이 유로파 FC와의 리그 경기를 앞두고 선수 부족으로 출전하지 않으며 몰수패를 당해 리그 퇴출 위기에 처했고 곧바로 9월 11일에 퇴출되면서 12개팀으로 새로운 리그를 시작했다. 2020년 12월에 보카 지브롤터도 퇴출되면서 11개팀으로 운영하였다가 2025-26 시즌부터 다시 12개팀이 경쟁한다.
2022년 7월에 지브롤터 풋볼 리그라는 이름과 새로운 로고로 리그를 리브랜딩 하였다.

## 구성

### 2019-2022
2019년 8월 1일에 지브롤터 축구협회가 발표한 리그 개편안의 17개팀 중 3개팀은 리그 시작 전 참가가 취소되었고 1개팀은 2군팀 리그로, 1개팀은 시즌 중 퇴출되면서 12개팀으로 리그를 구성하고 있다.
12개팀은 각각 1라운드씩 단일 경기를 치르며 상위 6개팀은 챔피언 그룹으로 진출하고 하위 6개팀은 챌린지 그룹으로 진출해서 각각의 그룹끼리 홈&어웨이 방식으로 경기를 치르며 챔피언 그룹 우승자는 지브롤터 내셔널리그 챔피언이 되고 UEFA 챔피언스리그 예비예선에 진출한다. 준우승팀은 UEFA 유로파리그 예비예선에 진출한다. 챌린지 그룹 우승팀은 챌린지 트로피가 수여되고 지브텔레콤 컵 2라운드 진출권이 주어진다.
지브롤터는 UEFA 계수의 리그 순위에 따라 1장의 UEFA 챔피언스리그 예비예선 진출권과 2장의 UEFA 유로파리그 예비예선 진출권이 주어진다. 챔피언 그룹 우승팀은 UEFA 챔피언스리그 예비예선에 진출하며 리그 준우승팀과 지브텔레콤 컵 우승팀은 UEFA 유로파리그 예비예선에 진출하고 진출한다.

### 2023-2024
2022년 7월, 풋볼 리그로 브랜드가 변경했고, 다음 시즌의 리그의 형식도 변경되었다. 기존에는 정규 시즌이 끝나고 스플릿에 들어가기 전에 한 경기씩 진행했지만 홈&어웨이 방식으로 돌아왔고, 각 팀은 서로 2경기씩 진행한다. 정규 시즌이 끝나면 상위 6개팀만이 다음 단계로 진출하여 챔피언을 결정하는 GFL 챔피언십 그룹에 들어간다. 챔피언십 그룹 1위팀은 지브롤터 풋볼 리그 챔피언이 되고 UEFA 챔피언스리그 1차 예선에 진출하며, 지브텔레콤 컵 2라운드 진출권이 주어진다. 준우승팀은 UEFA 컨퍼런스리그 1차 예선에 진출한다. 또한 지브텔레콤 컵 우승팀도 유로파컨퍼런스리그 1차 예선에 진출하며, 만약 리그 우승팀이나 2위팀이 컵대회를 우승했을 경우에는 3위팀에게 진출권이 돌아간다.

### 2024-현재
2024-25 시즌부터 이전 시즌과 동일한 형식으로 계속 될 예정으로 정규 시즌동안 서로 두 번 경기를 하며 정규 시즌이 끝나면 상위 6팀은 GFL 챔피언십 그룹에 들어가 각 팀이 한 번씩 경기를 하며 리그 챔피언을 결정한다. 또한 챌린지 그룹은 폐기되었다.
그리고 빅토리아 스타디움의 재건으로 인해, 2026년까지 유로파 스포츠 파크에서 경기가 열린다.

## 참가팀
- 글라시 유나이티드
- 라이온즈 지브롤터
- 링스
- 링컨 레드 임프스
- 마그피
- 맨체스터 62
- 몽스 칼페
- 세인트 조셉스
- 유로파
- 유로파 포인트
- 콜리지 1975
- 하운드 도그즈

## 역대 우승팀
다음의 표는 챔피언 그룹과 챌린지 그룹의 상위 3개팀을 포함하고 있습니다.
| 지브롤터 풋볼 리그 |                  |               |                 |                 |                   |                   |
| 시즌               | 챔피언 그룹      | 챔피언 그룹   | 챔피언 그룹     | 챌린지 그룹     | 챌린지 그룹       | 챌린지 그룹       |
| 시즌               | 우승             | 준우승        | 3위             | 1위             | 2위               | 3위               |
| 2019–20            | 수상 없음        | 수상 없음     | 수상 없음       | 수상 없음       | 수상 없음         | 수상 없음         |
| 2020-21            | 링컨 레드 임프스 | 유로파        | 세인트 조셉스   | 브루노스 마그피 | 글라시 유나이티드 | 맨체스터 62       |
| 2021-22            | 링컨 레드 임프스 | 유로파        | 세인트 조셉스   | 맨체스터 62     | 콜리지 1975       | 링스              |
| 2022-23            | 링컨 레드 임프스 | 유로파        | 브루노스 마그피 | 몬스 칼페       | 맨체스터 62       | 라이언스 지브롤터 |
| 2023–24            | 링컨 레드 임프스 | 세인트 조셉스 | 브루노스 마그피 | 수상 없음       | 수상 없음         | 수상 없음         |
| 2024-25            | 링컨 레드 임프스 | 세인트 조셉스 | 유로파          | 수상 없음       | 수상 없음         | 수상 없음         |

1. ↑  에스토니아의 코로나19 범유행으로 우승팀 없이 시즌을 조기 종료하고 무효화 하였다.
2. ↑  GFA 챌린지 트로피는 2022–23 시즌 이후부터 수여하지 않는다.

## 같이 보기
- 지브롤터 프리미어디비전